# Медаль «На відзначення 100-річчя залізниці Казахстану»
Ювілейна медаль «На відзначення 100-річчя залізниці Казахстану» (каз. Қазақстан темір жолына 100 жыл) — державна нагорода Казахстану, заснована на підставі Указу Президента Республіки Казахстан від 30 квітня 2004 року № 1353 для заохочення громадян Республіки Казахстан та іноземних громадян, які зробили значний внесок у становлення та розвиток залізничного транспорту.

## Опис медалі
Ювілейна медаль «Казакстан темір жолину 100 жил» виготовляється з латуні, має форму кола діаметром 34 мм та товщиною 2,5 мм. На лицьовій стороні (аверсі) медалі на тлі контурної карти Республіки Казахстан вміщено рельєфні зображення паровоза та сучасного електровоза, що стоять на рейках. Контурна карта зображена емаллю блакитного кольору з виділеним місцем розташування столиці Республіки Казахстан. Внизу зображення вміщено дати «1904 — 2004».
На зворотному боці медалі (реверсі) розміщено напис «Казакстан темір жолину 100 жител. 100 лет железной дороге Казахстана». Внизу зображено елемент казахського національного орнаменту.
Медаль за допомогою кільця та вушка з'єднується з колодкою висотою 55 мм і шириною 34 мм, обтягнутою стрічкою муарової блакитного кольору з вертикальними смужками по краях золотистого і білого кольорів. На звороті планки прикріплена шпилька з візорним замком.